# Гобель, Жан-Батист
Жан-Батист-Жозеф Гобель (фр. Jean-Baptiste Gobel, 1 сентября 1727, Тан, Эльзас — 13 апреля 1794) — французский религиозный деятель, парижский католический епископ.

## Биография
Жан-Батист-Жозеф Гобель родился 1 сентября 1727 года в Тане, Эльзас, в семье сборщика налогов. Окончил иезуитский колледж в Кольмаре, затем Collegium Germanicum в Риме, где изучал богословие и который окончил в 1743 году.
В 1750 году был рукоположён в священники, в 1771 году был назначен ауксилиарием. В 1782 году был отстранён от своих обязанностей за то, что «живёт не по средствам», после чего заинтересовался идеями Реформации.
В 1789 году Гобель был избран бельфорским духовенством депутатом в Генеральные Штаты и здесь так проникся конституционными идеями, что при введении новой организации духовенства поддержал его, и принял пост епископа Парижского. 27 марта 1791 года восемь епископов, среди них Шарль Морис де Талейран-Перигор, возвели его на парижскую кафедру. Папа Римский однако не признал Гобеля епископом, и де-юре эту должность продолжил занимать Антуан-Элеонор-Леон Ле Клерк де Жюинье, отставка которого была принята папой только в 1802 году, то есть после подписания конкордата.
Епископ Гобель был склонен к публичной демонстрации антиклерикализма, а в 1793 году вместе с 14 викариями своей епархии вышел из духовного звания, как бы отрекаясь вместе с тем от христианства, после чего парижская кафедра до 1802 года де-факто оставалась вакантной. Считался сторонником эбертистов — крайне левых якобинцев, и атеистом. В этом качестве представлял для Робеспьера угрозу слева. Вскоре после сложения полномочий епископ Гобель был арестован вместе с Эбером и Шометтом и 13 апреля 1794 года гильотинирован в городе Париже.